# Новожилова, Зоя Григорьевна
Зо́я Григо́рьевна Новожи́лова (урождённая Тата́ринова; 28 марта 1943, село Владимировка, Касторенский район, Курская область — 27 октября 2024, Москва) — советский комсомольский деятель и дипломат. Вторая женщина-посол после Коллонтай. Чрезвычайный и полномочный посол. Действительный государственный советник Российской Федерации 1 класса.

## Биография
Окончила филологический факультет Воронежского государственного университета им. Ленинского комсомола (1967). Член КПСС с 1965 года. На комсомольской работе с 1961 года. Заведовала отделами Воронежского горкома, обкома ВЛКСМ.
В 1972—1981 годах — секретарь ЦК ВЛКСМ, являлась членом ЦК и Бюро ЦК ВЛКСМ.
С марта 1981 по июль 1987 года — заместитель министра просвещения РСФСР.
С июля 1987 по март 1992 года — чрезвычайный и полномочный посол СССР, затем РФ в Швейцарии.
Была начальником Международно-правового отдела Верховного Суда РФ. С сентября 1994 по апрель 2002 года — начальник Управления международных связей аппарата Совета Федерации Федерального Собрания РФ.
Член Центральной ревизионной комиссии КПСС (1976—1981). Депутат Верховного Совета РСФСР IX созыва (от Россошанского округа Воронежской области). Входила в президиум Комитета советских женщин.
Умерла 27 октября 2024 года в больнице Москвы в возрасте 81 года. Похоронена на Троекуровском кладбище города Москвы, участок 34.

## Классный чин
- Действительный государственный советник Российской Федерации 2-го класса (19 июля 1997)[5].
- Действительный государственный советник Российской Федерации 1-го класса (25 декабря 2000)[6].

## Награды
Награждена орденами «Знак Почёта», Дружбы народов, медалью «В память 850-летия Москвы», Почётной грамотой Совета Федерации.